# محوطه ده گه چلوار
محوطه ده گه چلوار مربوط به سده‌های میانه دوران‌های تاریخی پس از اسلام است و در شهرستان مسجد سلیمان، بخش اندیکا، دهستان شلال و دشت گل، ۳۰۰ متری شمال روستای چلوار واقع شده و این اثر در تاریخ ۲۵ آبان ۱۳۸۷ با شمارهٔ ثبت ۲۳۷۷۳ به‌عنوان یکی از آثار ملی ایران به ثبت رسیده است.